# It's a Sin (Pet Shop Boys)
It's a Sin is een nummer van het Britse new waveduo Pet Shop Boys uit 1987. Het is de eerste single van hun tweede studioalbum Actually. 
Pet Shop Boys-zanger Neil Tennant is katholiek opgevoed, en uit zijn problemen met die opvoeding en het geloof in "It's a Sin". Het nummer werd een wereldwijde hit en heeft in elk land waar het de hitlijsten haalde de top 10 gehaald, met uitzondering van Frankrijk. Ook werd het in veel landen een nummer 1-hit, waaronder in het Verenigd Koninkrijk, het thuisland van de Pet Shop Boys. In de Nederlandse Top 40 haalde het de 3e positie, en in de Vlaamse Radio 2 Top 30 de 2e.

## NPO Radio 2 Top 2000
| Nummer met noteringen in de NPO Radio 2 Top 2000 | '99 | '00 | '01 | '02 | '03  | '04  | '05  | '06  | '07  | '08  | '09  | '10  | '11  | '12  | '13  | '14  | '15  | '16  | '17  | '18  | '19  | '20  | '21  | '22  | '23  | '24  |
| ------------------------------------------------ | --- | --- | --- | --- | ---- | ---- | ---- | ---- | ---- | ---- | ---- | ---- | ---- | ---- | ---- | ---- | ---- | ---- | ---- | ---- | ---- | ---- | ---- | ---- | ---- | ---- |
| It's a Sin                                       | 537 | 611 | 845 | 762 | 1236 | 1241 | 1262 | 1618 | 1792 | 1387 | 1574 | 1678 | 1681 | 1794 | 1571 | 1415 | 1444 | 1303 | 1459 | 1871 | 1651 | 1849 | 1435 | 1396 | 1410 | 1465 |

1. ↑  Een vetgedrukt getal geeft de hoogste notering aan.